# Eurema paulina
Eurema paulina is een vlindersoort uit de familie van de Pieridae (witjes), onderfamilie Coliadinae.
Eurema paulina werd in 1861 beschreven door H. Bates.